# 84566 VIMS
84566 VIMS è un asteroide della fascia principale. Scoperto nel 2002, presenta un'orbita caratterizzata da un semiasse maggiore pari a 2,7804430 UA e da un'eccentricità di 0,1658833, inclinata di 13,54241° rispetto all'eclittica.